# Desmoxytes
Desmoxytes là một chi cuốn chiếu thuộc họ Paradoxosomatidae sống Đông Nam Á và vùng lân cận. Chi này được Ralph Vary Chamberlin mô tả năm 1923, và được Sergei Golovatch và Henrik Enghoff xem xét năm 1994. Chi này có ít nhất 29 loài, phân bố từ đông nam Trung Quốc đến Myanmar, Thái Lan, và Việt Nam. Một loài, D. planata, được ghi nhận ở Sri Lanka, Quần đảo Andaman, Seychelles, Java, đảo Coco Lớn, và Fiji; tuy vậy, phân bố rộng lớn của loài này có lẽ là do tác động từ con người. Nhiều loài vừa mới được phát hiện gần đây và vài loài chưa được mô tả chính thức.
Nói chung, các loài trong chi này có màu sắc bắt mắt và lắm gai góc. Nhiều loài sống trong hang, và cho thấy đặc điểm thích nghi như tông màu nâu. Chiều dài tối đa đối với các loài trong chi này là chừng 3 xentimét (1,2 inch). Chúng tiết ra axit xianhidric để xua đuổi kẻ thù, tạo chúng cái mùi như hạnh.

## Loài
Trừ D. planata, mỗi loài Desmoxytes chỉ sống ở một hoặc một vài nơi. Ngoài ra, Desmoxytoides hasenpuschorum, một loài ở Úc, cực kì giống với các loài Desmoxytes nhưng được tách ra chi riêng; dù ý kiến cho rằng sự phân tách này là dư thừa. Năm loài Desmoxytes, gồm D. aspera, D. cervaria, D. draco, D. pilosa, và D. spectabilis, ban đầu nằm trong chi Hylomus trước khi được đẩy sang Desmoxytes.

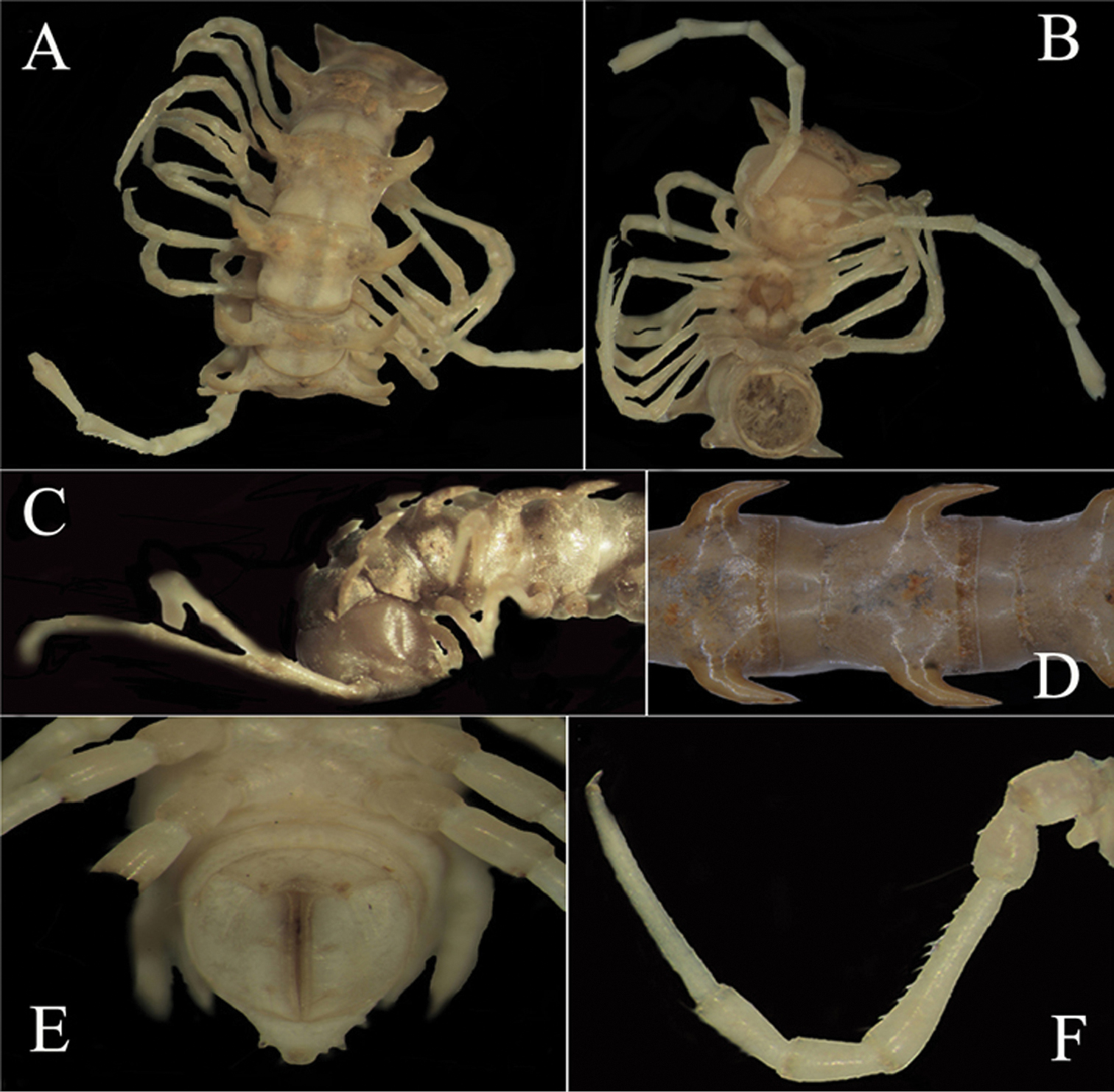
Desmoxytes eupterygota, một loài sống trong hang, tại Hồ Nam, Trung Nam

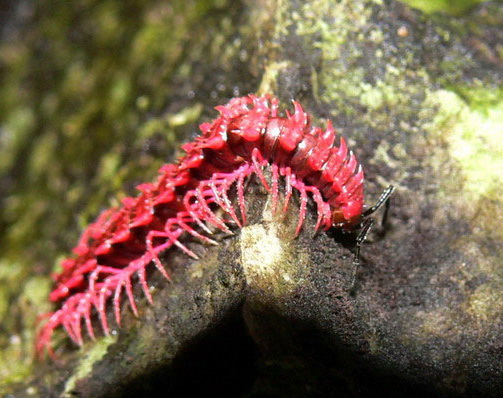
Desmoxytes purpurosea, tại Thái Lan.

| Danh pháp hai phần         | Tác giả                         | Năm  | Phạm vi            |
| -------------------------- | ------------------------------- | ---- | ------------------ |
| Desmoxytes acantherpestes  | Golovatch & Enghoff             | 1994 | Thái Lan           |
| Desmoxytes aspera          | Attems                          | 1937 | Việt Nam           |
| Desmoxytes breviverpa      | Srisonchai, Enghoff & Panha     | 2016 | Thái Lan           |
| Desmoxytes cattienensis    | Nguyen Duc Anh et al.           | 2005 | Việt Nam           |
| Desmoxytes cervaria        | Attems                          | 1953 | Việt Nam           |
| Desmoxytes cervina         | Pocock                          | 1895 | Myanmar            |
| Desmoxytes cornuta         | Zhang & Li                      | 1982 | Trung Quốc         |
| Desmoxytes delfae          | Jeekel                          | 1964 | Thái Lan           |
| Desmoxytes des             | Srisonchai, Enghoff & Panha     | 2016 | Thái Lan           |
| Desmoxytes draco           | Cook & Loomis                   | 1924 | Trung Quốc         |
| Desmoxytes enghoffi        | Nguyen Duc Anh et al.           | 2005 | Việt Nam           |
| Desmoxytes eupterygota     | Golovatch et al.                | 2012 | Trung Quốc         |
| Desmoxytes getuhensis      | Liu, Golovatch & Tian           | 2014 | Trung Quốc         |
| Desmoxytes gigas           | Golovatch & Enghoff             | 1994 | Thái Lan           |
| Desmoxytes hostilis        | Golovatch & Enghoff             | 1994 | Việt Nam           |
| Desmoxytes jeekeli         | Golovatch & Enghoff             | 1994 | Thái Lan           |
| Desmoxytes lingulata       | Liu, Golovatch & Tian           | 2014 | Trung Quốc         |
| Desmoxytes longispina      | Loksa                           | 1960 | Trung Quốc         |
| Desmoxytes lui             | Golovatch et al.                | 2012 | Trung Quốc         |
| Desmoxytes minutuberculata | Zhang                           | 1986 | Trung Quốc         |
| Desmoxytes nodulosa        | Liu, Golovatch & Tian           | 2014 | Trung Quốc         |
| Desmoxytes parvula         | Liu, Golovatch & Tian           | 2014 | Trung Quốc         |
| Desmoxytes pilosa          | Attems                          | 1937 | Việt Nam           |
| Desmoxytes pinnasquali     | Srisonchai, Enghoff & Panha     | 2016 | Thái Lan           |
| Desmoxytes planata         | Pocock                          | 1895 | rộng rãi           |
| Desmoxytes proxima         | Nguyen Duc Anh et al.           | 2005 | Việt Nam           |
| Desmoxytes pterygota       | Golovatch & Enghoff             | 1994 | Thái Lan           |
| Desmoxytes purpurosea      | Enghoff, Sutcharit & Panha      | 2007 | Thái Lan           |
| Desmoxytes rhinoceros      | Likhitrakarn, Golovatch & Panha | 2015 | Lào                |
| Desmoxytes rhinoparva      | Likhitrakarn, Golovatch & Panha | 2015 | Lào                |
| Desmoxytes rubra           | Golovatch & Enghoff             | 1994 | Thái Lan           |
| Desmoxytes scolopendroides | Golovatch et al.                | 2010 | Trung Quốc         |
| Desmoxytes scutigeroides   | Golovatch et al.                | 2010 | Trung Quốc         |
| Desmoxytes specialis       | Nguyen Duc Anh et al.           | 2005 | Việt Nam           |
| Desmoxytes spectabilis     | Attems                          | 1937 | Việt Nam           |
| Desmoxytes spinissima      | Golovatch et al.                | 2012 | Trung Quốc         |
| Desmoxytes takensis        | Srisonchai, Enghoff & Panha     | 2016 | Thái Lan           |
| Desmoxytes taurina         | Pocock                          | 1895 | Myanmar            |
| Desmoxytes terae           | Jeekel                          | 1964 | Malaysia, Thái Lan |